# Acolea conferta
Acolea conferta là một loài rêu tản trong họ Gymnomitriaceae. Loài này được (Limpr.) C. Massal. & Carestia miêu tả khoa học lần đầu tiên năm 1882.